# Indochinese baardvogel
De Indochinese baardvogel (Psilopogon annamensis) is een Aziatische baardvogel. De vogel werd tot 2014 ingedeeld in het geslacht Megalaima en met andere soorten samen gerekend tot het taxon Megalaima oorti (zwartbrauwbaardvogel).

## Verspreiding
De vogel komt voor in zuidelijk Laos, zuidelijk en centraal Vietnam en oostelijk Cambodja. 

## Status
De grootte van de populatie is niet gekwantificeerd maar de soort wordt omschreven als tamelijk algemeen in het grootste deel van haar verspreidingsgebied. Hoewel de vogel door ontbossing in aantal achteruit gaat, is de status op de Rode lijst van de IUCN nog steeds niet bedreigd.